# Vieilles-Maisons-sur-Joudry
Vieilles-Maisons-sur-Joudry és un municipi francès, situat al departament del Loiret i a la regió de Centre – Vall del Loira. L'any 2007 tenia 572 habitants.

## Demografia

### Població
El 2007 la població de fet de Vieilles-Maisons-sur-Joudry era de 572 persones. Hi havia 236 famílies, de les quals 64 eren unipersonals (40 homes vivint sols i 24 dones vivint soles), 80 parelles sense fills, 84 parelles amb fills i 8 famílies monoparentals amb fills.
La població ha evolucionat segons el següent gràfic:
Habitants censats

### Habitatges
El 2007 hi havia 322 habitatges, 237 eren l'habitatge principal de la família, 71 eren segones residències i 14 estaven desocupats. 319 eren cases i 3 eren apartaments. Dels 237 habitatges principals, 190 estaven ocupats pels seus propietaris, 44 estaven llogats i ocupats pels llogaters i 3 estaven cedits a títol gratuït; 1 tenia una cambra, 18 en tenien dues, 23 en tenien tres, 70 en tenien quatre i 125 en tenien cinc o més. 195 habitatges disposaven pel capbaix d'una plaça de pàrquing. A 92 habitatges hi havia un automòbil i a 128 n'hi havia dos o més.

### Piràmide de població
La piràmide de població per edats i sexe el 2009 era:
| Homes | Edats   | Dones |
| ----- | ------- | ----- |
| 0     | 95 o +  | 0     |
| 0     | 90 a 94 | 4     |
| 0     | 85 a 89 | 4     |
| 0     | 80 a 84 | 4     |
| 20    | 75 a 79 | 12    |
| 8     | 70 a 74 | 16    |
| 24    | 65 a 69 | 16    |
| 16    | 60 a 64 | 8     |
| 12    | 55 a 59 | 12    |
| 12    | 50 a 54 | 16    |
| 8     | 45 a 49 | 16    |
| 8     | 40 a 44 | 8     |
| 32    | 35 a 39 | 24    |
| 16    | 30 a 34 | 12    |
| 12    | 25 a 29 | 12    |
| 8     | 20 a 24 | 8     |
| 28    | 15 a 19 | 12    |
| 24    | 10 a 14 | 8     |
| 20    | 5 a 9   | 0     |
| 8     | 0 a 4   | 16    |

## Economia
El 2007 la població en edat de treballar era de 344 persones, 252 eren actives i 92 eren inactives. De les 252 persones actives 235 estaven ocupades (130 homes i 105 dones) i 17 estaven aturades (6 homes i 11 dones). De les 92 persones inactives 47 estaven jubilades, 21 estaven estudiant i 24 estaven classificades com a «altres inactius».

### Ingressos
El 2009 a Vieilles-Maisons-sur-Joudry hi havia 239 unitats fiscals que integraven 595 persones, la mediana anual d'ingressos fiscals per persona era de 18.080 €.

### Activitats econòmiques
Dels 15 establiments que hi havia el 2007, 2 eren d'empreses de fabricació d'altres productes industrials, 4 d'empreses de construcció, 1 d'una empresa de transport, 4 d'empreses d'hostatgeria i restauració, 1 d'una empresa de serveis, 1 d'una entitat de l'administració pública i 2 d'empreses classificades com a «altres activitats de serveis».
Dels 7 establiments de servei als particulars que hi havia el 2009, 1 era un paleta, 1 fusteria, 1 electricista, 1 empresa de construcció, 1 perruqueria i 2 restaurants.
L'any 2000 a Vieilles-Maisons-sur-Joudry hi havia 15 explotacions agrícoles que ocupaven un total de 858 hectàrees.

## Equipaments sanitaris i escolars
El 2009 hi havia una escola elemental.

## Poblacions més properes
El següent diagrama mostra les poblacions més properes.